# Gosfield
Gosfield est un village et une paroisse civile de l'Essex, en Angleterre.

## Patrimoine
- Gosfield Hall, maison de campagne bâtie en 1545.